# Zanfina Ismajli
Zanfina Ismajli, född den 10 maj 1986 i Pristina i Kosovo i Jugoslavien, är en albansk RnB- och popsångerska. Zanfina är syster till sångerskan Adelina Ismajli.
År 2006 vann hon musiktävlingen Çelësi Muzikor Veror med låten "As i fundit as i pari". Året därpå vann hon Digitalbpriset vid populära musiktävlingen Top Fest i Tirana i Albanien. 
Zanfina har studerat rättsvetenskap vid Pristinas universitet. 